# غاري كارلسون
غاري كارلسون (بالإنجليزية: Gary Carlson)‏ هو سياسي أمريكي، ولد في 27 ديسمبر 1950 في سيدار فولز في الولايات المتحدة. حزبياً، نشط في الحزب الجمهوري. وقد انتخب عضو مجلس نواب ولاية ايوا.